# Saboneteira (molusco)
A saboneteira (nome científico: Anodontites trapesialis), também popularmente conhecida como marisco-de-água-doce e prato, é uma espécie de molusco bivalve (animais com uma concha carbonada formada por duas valvas) da família dos micetopodídeos (Mycetopodidae) e subfamília dos anodontitíneos (Anodontitinae). Foi descrita em 1819 por Jean-Baptiste de Lamarck. É endêmica do sul do México, na América do Norte, da América Central, e se estende por boa parte da América do Sul até a Argentina.

## Distribuição e habitat
A saboneteira estende-se nos países da América do Sul desde a bacia do rio da Prata, passando pela bacia Amazônica e as drenagens do norte, América Central chegando ao sul do México. Na Argentina, foi encontrado nas províncias de Jujuy, Salta, Tucumã, Formosa, Chaco, Misiones, Corrientes, Entre Ríos, San Luis, Santiago del Estero, Córdova, Santa Fé, Buenos Aires e Catamarca.
Esta espécie vive em correntes dinamicamente variáveis, mas geralmente calmas. Encontram-se quase inteiramente soterrados em fundo lodoso ou lodoso-arenoso, constituídos por grande quantidade de partículas muito finas (silto-argiloso) em regiões de pequenas corredeiras de rios ou em lagoas sujeitas a inundações periódicas durante a estação chuvosa. Espécimes menores vivem nas margens, com baixo nível de água acima do substrato onde estão enterrados.

## Descrição
A saboneteira apresenta concha grande, de forma fina e trapezoidal, com 14 centímetros de comprimento e 10 centímetros de altura. Há uma fenda intervalvar na borda ventral anterior. A superfície externa é lisa e brilhante e de coloração marrom. Os umbos são baixos e corroídos. A superfície interna é brilhante e não há seio palial. A articulação é edêntula. A concha se assemelha a da espécie Leila esula, mas os umbos mais baixos, de formato mais trapezoidal e sem seio palial. A fertilização do óvulo ocorre dentro da cavidade do manto da fêmea; o macho libera o esperma diretamente na água. A larva se desenvolve nas brânquias da fêmea, quando seu desenvolvimento termina são liberadas até encontrar um hospedeiro onde completam seu desenvolvimento. Lasidium (ectoparasita temporário de peixes) na saboneteira parasita preferencialmente peixes pequenos, fixando-se em todo o corpo, principalmente nas nadadeiras. Em sua fase inicial de desenvolvimento não apresenta especificidade para o parasitismo. Se alimenta de material suspenso que inclui plâncton e detritos orgânicos finamente divididos.

## Estado de conservação
Não há informações suficientes sobre seu estado de conservação, pois a União Internacional para a Conservação da Natureza (UICN / IUCN) não possui informações atualizadas devido à falta de estudos. Existem propostas recentes tanto na Argentina quanto no Brasil para atualizá-lo. Em 2007, a saboneteira foi classificada como vulnerável na Lista de espécies de flora e fauna ameaçadas de extinção do Estado do Pará; em 2014, como em perigo no Livro Vermelho da Fauna Ameaçada de Extinção no Estado de São Paulo; e em 2018, como pouco preocupante na Lista Vermelha do Livro Vermelho da Fauna Brasileira Ameaçada de Extinção do Instituto Chico Mendes de Conservação da Biodiversidade (ICMBio). O estilete faz parte das espécies contempladas no Plano de Ação Nacional para a Conservação das espécies Endêmicas e Ameaçadas de Extinção da Fauna da Região do Baixo e Médio Xingu.

### Registro fóssil
A maioria dos bivalves fósseis sul-americanos pertence aos moluscos perlíferos, como os que correspondem à família dos micetopodídeos, com gêneros como Anodontites, entre outros. Segundo alguns autores, um fóssil de Anodontites é conhecido do Cretáceo Superior da Bahia (Brasil) e do Terciário Superior do Nordeste da Argentina. Nos últimos anos, registros fósseis foram encontrados em outras regiões da Argentina, como os Vales Calchaquíes, no noroeste do país.

### Arqueomalacologia
Existem trabalhos que mostram o uso desses moluscos como elementos utilitários ou ornamentais, e até de tipo ritual, encontrados em sítios arqueológicos de diferentes regiões da Argentina, como os da Lagoa Mar Chiquita ou Mar de Ansenuza (província de Córdova), onde as conchas faziam parte dos bens funerários. Em outro trabalho, é descrita a descoberta de vários materiais, incluindo Anodontites, em um sítio arqueológico na província de Chaco que seria um cemitério datado de ca. 1500.

### Usos
Além do uso ornamental e ritual que teve desde a antiguidade, seu uso como ferramenta está presente em alguns povos indígenas da Argentina, até os dias de hoje. As cascas, depois de extraídos e secos os órgãos internos, têm uso tradicional como colher e como alisador de peças de cerâmica, amplamente utilizadas em comunidades tobas como wichís. Apesar de não existirem registos de épocas anteriores sobre a sua utilização alimentar, existem atualmente alguns estudos que analisam a utilidade das Anodontites na alimentação humana e animal, devido ao seu elevado teor proteico, tal como são utilizados os bivalves marinhos. Também é feita referência ao uso de conchas como fonte mineral. Existem vários trabalhos interessantes que analisam detalhadamente seu potencial no Peru, Costa Rica e Brasil. Durante anos, os bivalves foram usados como bioindicadores de diferentes graus de contaminação com diferentes substâncias ou devido a mudanças na situação ambiental do ambiente circundante.